# Pennsylvania Museum and School of Industrial Art

Le Pennsylvania Museum and School of Industrial Art ou PMSIA (Musée et École d'Art Industriel de Pennsylvanie) était le nom d'un musée situé à Philadelphie, aux États-Unis. Le PMSIA a obtenu sa charte le 26 février 1876, consécutivement à la Centennial Exposition tenue dans la ville la même année.
Les cours ont commencé à l'automne 1877, dans un bâtiment situé au 312 North Broad Street, et ont rapidement déménagé dans l'ancien Franklin Institute (aujourd'hui le Philadelphia History Museum), au 15 South 7th Street.
En 1893, le PMSIA a acquis un complexe de bâtiments à Broad & Pine, libéré par la Pennsylvania Institution for the Deaf and Dumb lorsqu'elle a déménagé à Germantown.
En 1964, après une série de changements de nom, les deux institutions se sont séparées : le musée est devenu le Philadelphia Museum of Art, et l'école le Philadelphia College of Art. Après d'autres changements de nom, l'école est devenue l'Université des Arts. L'Université des Arts a conservé la propriété située au 320 S. Broad Street.